# Emmanuel Liais
Emmanuel Liais, né le 15 février 1826 à Cherbourg et mort le 5 mars 1900 dans la même ville, est un astronome, explorateur, botaniste, homme politique et géographe français.

## Biographie
Emmanuel Liais est né à Cherbourg, dans une famille aisée, liée à l’industrie de la construction navale. Scientifique amateur, il réalise un certain nombre d’observations météorologiques et rédige quelques rapports. L’un d’entre eux, écrit en 1852, parviendra à l’astronome François Arago. En 1854, il rejoint l’observatoire de Paris, dont il sera directeur adjoint, et assiste Urbain Le Verrier dans la création d’un réseau télégraphique de météorologie.
Il part ensuite pour le Brésil afin d’observer l’éclipse solaire du 7 septembre 1858 ; il restera finalement presque 25 ans dans ce pays. Il devient un proche de l’empereur Pierre II du Brésil et est nommé directeur de l’observatoire impérial de Rio de Janeiro de janvier à juillet 1871, puis de 1874 à 1881.
Bien que cet observatoire ait été fondé en 1827, il s’occupait jusque-là principalement de l’enseignement des élèves des écoles militaires. Liais le réoriente vers la recherche. Il y découvre une comète (C/1860 D1), la première à être découverte depuis le Brésil. Il se livre également des observations de la planète Mars et émet l’hypothèse que les taches d’albédo faibles à la surface sont liées à de la végétation plutôt qu’à la présence d’eau (on sait aujourd’hui que ces deux hypothèses sont fausses).
À la demande de l’empereur, il conduit des expéditions d’exploration de l’intérieur du Brésil et étudie les plantes des régions reculées, en envoyant un certain nombre de spécimens en France. Il rédige alors un ouvrage intitulé Climats, géologie, faune et géographie botanique du Brésil.
À partir de 1878, une dispute éclate avec son collègue Manoel Pereira Reis et, sa position à la tête de l’observatoire devenant de moins en moins tenable, il finit par démissionner au début de l’année 1881 pour retourner dans sa ville natale.
En 1890, il conçoit et fait construire le premier périscope dans les ateliers de la société « Simon et ses fils » basée à Cherbourg.
Il est alors élu maire de Cherbourg de 1884 à 1886, puis de 1892 jusqu’à sa mort en 1900 (il sera également conseiller général pendant cette même période). Également passionné très tôt par la botanique (il fait partie des premiers adhérents en 1854 de la Société d’horticulture de Cherbourg), il fait aménager à partir de 1878 un jardin botanique dans sa propriété de Cherbourg, propriété qu’il lègue à la ville à sa mort. Le jardin peut être visité de nos jours et la maison est devenue le Muséum Emmanuel-Liais, musée qui offre aux visiteurs le détail de sa vie et de son œuvre.
Il est actuellement enterré à Hardinvast, sous un palmier, rapporté d'un de ses nombreux voyages.
Il a fondé la Société nationale des sciences naturelles et mathématiques de Cherbourg et il a été reçu à l’Académie de Rouen le 23 mars 1855.

## Publications
- Climats, géologie, faune et géographie botanique du Brésil, Paris, Garnier Frères, 1872.
- Traité d’astronomie appliquée à la géographie et à la navigation ; suivi de, La géodésie pratique, Paris, Garnier, 1867.
- L’espace céleste et la nature tropicale. Description physique de l’univers d’après des observations personnelles faites dans les deux hémisphères, Paris, Garnier Frères, 1865. — Dessins de Yan' Dargent.
- L’espace céleste, ou, Description de l’univers : accompagnée de récits de voyages entrepris pour en compléter l’étude, Paris, Garnier Frères, 1881.
- Théorie mathématique des oscillations du baromètre et recherche de la loi de la variation moyenne de la température avec la latitude, Paris, Bachelier, 1851.
- Appareil destiné à puiser de l'eau de mer à des profondeurs connues pour en étudier la salure et la densité, 1857
- Hydrographie du haut San-Francisco et du Rio das Velhas : ou, Résultats au point de vue hydrographique d’un voyage effectué dans la province de Minas-Geraes, Paris, Garnier ; Rio de Janeiro, Garnier, 1865.
- Recherches sur la température de l’espace planétaire, Cherbourg, Lecauf, 1853.
- L’histoire de la découverte de la planète Neptune, Leipzig, G. Fock, 1892.
- De l’emploi des observations azimutales pour la détermination des ascensions droites et des déclinaisons des étoiles, Cherbourg, Bedelfontaine, 1858.
- Influence de la mer sur les climats, ou, résultats des observations météorologiques faites à Cherbourg en 1848, 1849, 1850, 1851, Paris, Mallet-Bachelier ; Cherbourg : Bedelfontaine et Syffert, 1860.
- De l’emploi de l’air chauffé comme force motrice, Paris, [s.n.], 1854.

## Compléments

### Éponymie
- Parc Emmanuel Liais, site de la ville de Cherbourg
- Rue Emmanuel-Liais, Cherbourg[2]
- Cratère météoritique de Mars[3]